# Vääränjärvi (sjö i Kuhmo, Kajanaland)
Vääränjärvi är en sjö i kommunen Kuhmo i landskapet Kajanaland i Finland. Sjön ligger 160,4 meter över havet. Arean är 70 hektar och strandlinjen är 4,78 kilometer lång. Sjön  ingår i Uleälvens huvudavrinningsområde.   Den ligger omkring 63 kilometer öster om Kajana och omkring 490 kilometer norr om Helsingfors. 
Nordväst om Vääränjärvi ligger Aittoselkä. 